# Asociación Argentina de Rosicultura
La Asociación Argentina de Rosicultura es una asociación argentina, sin ánimo de lucro dedicada al cultivo y al conocimiento de las rosas.
Promueven el empleo de las rosas en parques y jardines incorporándolas con otras variedades de flores y plantas para integrarlas al paisaje y su utilización en diseños florales.

## Historia
La The Rose Society of Argentina se constituyó en el año 1951 gracias a la iniciativa de un grupo de cuatro rosalistas apasionados por la rosas ( Sres. F. Macadam, O. S. Bush, T. E. B. Poole y C. H. Chevallier Boutell),
con el fin de incentivar el cultivo y difusión de dicha flor.
En 1975, bajo la Presidencia de la Sra. Poppy Niven, se cambió el nombre de « “The Rose Society of Argentina”» a “Asociación Argentina de Rosicultura” y las reuniones ya no se llevaron
más a cabo en el idioma inglés sino en español. La Sociedad se convirtió en una Asociación Nacional y miembro activo de la Federación Mundial de Asociaciones de Rosas -WFRS.
Gracias al aumento del número de socios, en la actualidad cuenta con filiales en Córdoba, Mendoza, San Juan y Mar del Plata y socios en diferentes localidades del interior.
Realizan reuniones mensuales el 3.er. jueves de cada mes con prominentes disertantes. Se realizan también dos Exposiciones Anuales de rosas, en otoño (marzo o abril) y en primavera (octubre). También organizan cursos sobre rosas en general, en los que ofrecen toda la experiencia adquirida a través de los años y de la información que recibe de las otras Asociaciones del exterior.
Buenos Aires, cuenta con una rosaleda, "El Rosedal" que tiene casi 100 años, pues se creó en 1916.
En 2014 la presidenta es Bettina Crosta.